# موسى الطالقاني
السيّد موسى بن جعفر الطالقاني (1815 - 1881) فقيه مسلم وشاعر عراقي في القرن 19 م/ 13 هـ.  ولد في النجف من أسرة حسينية طالقانية شيعية اثنا عشرية. تلقى مبادئ علوم العربية، وقرأ القرآن على والده، ثم درس الأصول والفقه والشريعة على جماعة منهم مرتضى الأنصاري. برز في الأدب ونظم الأدب الشعبي وفنون المختلفة. كان عالماً أدبياً شاعراً له ديوان شعر كبير حققه محمد حسن الطالقاني وطبعه في النجف بعنوان ديوان السيد موسى الطالقاني سنة 1957. كان يكثر التردد إلى بدرة وكان المرجع الديني فيها، توفي بها ودفن في النجف. 

## سيرته
هو موسى بن جعفر بن علي بن حسين بن حسن بن عبد الحسين ابن القاضي جلال الدين وينتهي نسبه إلى زيد بن علي. نزح جد هذه الأسرة من طالقان بلدة في إيران معروفة وتوطن النجف، وذلك في القرن الثاني عشر الهجري، ولهذا السبب لقبت الأسرة بالطالقانية كما لقبت بالحسينية نسبة إلى جدها الإمام الحسين بن علي حيث ينتهي نسبها إليه. وتنتشر فروع هذه الأسرة في النجف وبدرة وجصان والكوفة.

ولد موسى بن جعفر الحسيني النجفي الطالقاني سنة 1230 هـ/ 1815 في النجف ونشأ فيها على أبيه الذي تولى تربيته وتهذيبه. درس علوم اللغة العربية والشريعة الإسلامية في حلقات النجف العلمية على جماعة أساتذتها منهم مرتضى الأنصاري ورضا الطالقاني والشيخ مولى علي الطالقاني. كان أكثر تلمذه على نوح الجعفري القرشي وعبد الحسين الطريحي ولما توفيا رثاهما اعترافا بحقهما عليه. 

عرف بسرعة البديهة، وقوة الحافظة، مع كرم الطبع، ونزاهة الضمير. نظم الأدب الشعبي وفنون المختلفة. كان عالماً أدبياً شاعراً، حصر نظمه بالغزل والتشبيب سوى بعض الأحيان، ويعتبر من مشاهير شعراء العرب وأحد شيوخ القريض الأفاضل في العراق بوقته، وكان مكثراً مجيداً. «نظم في الأغراض المألوفة من مدح وهجاء ووصف ورثاء وحماسة وفخر ونسيب وتهنئة، وقد أكثر في رثاء آل البيت ومدحهم. له موشحة هنأ فيها أحد شيوخ العراق البارزين بدأها بمقدمة خمرية، يستنكر فيها صنيع شكاة الزمن لأنه جاد عليه بشيخه. أفاد في غزله من معجم النسيب العربي، وجدد فيه. لغته سلسة عذبة، ومعانيه رقيقة واضحة، وخياله جزئي. » 

توفي في مدينة بدرة سنة 1298 هـ/ 1881 م ونقل إلى النجف ودفن بها.

## مؤلفاته
- ديوان شعر: حققه محمد حسن الطالقاني وطبع في النجف سنة 1957
- الرضاعة في مسائل الرضاع
- السلافة في المجون والظرافة
- سلوة الكرام ونشوة المدام في أطول الأجداد والأعمام
- عقود الجواهر في‌ أحوال النبي وآل بيته الطاهرين، خمسة مجلدات.
- فيض الأذهان في تفسير القرآن، تسعة مجلدات.
- مواهب المنان في الهيئة والميزان
- نفائس الأحكام في مسائل الحلال والحرام

وله مجموع خطي صغير في الأدب الشعبي، جمعه محمد حسن الطالقاني.